# كان يلدرم
كان يلدرم (بالتركية: Kaan Yıldırım)‏ هو ممثل تركي ولد يوم 24 ديسمبر 1986 في مدينة إسطنبول في تركيا، مثل دور البطولة باتو في مسلسل اسمه السعادة.

## حياته المهنية
تخرج من جامعة برونيل قسم التسويق في لندن إنجلترا. ثم عاد لتركيا ودرس التمثيل.

## حياته الشخصية
بتاريخ 14 مايو 2016 عقد قرانه على الممثلة ازجي أيوب أوغلو الشهيرة ب ابيكا خانوم حبيبة مأمون اوغلو بالي بيك  في المسلسل التاريخي التركي الشهير حريم السلطان.

## الأعمال

### المسلسلات
- مسلسل المفقود بدور قدير
- مسلسل حريم السلطان
- مسلسل يا إسطنبول بدور (فيردي)
- مسلسل شباب لوحه المفاتيح بدور (كرم)
- مسلسل اسمه سعادة بدور (باتو)
- مسلسل ذنب إنساني بدور (جمال)
- مسلسل حلقة بدور (كان)
- مسلسل حكيم أوغلو بدور محمد علي شاغلار
- مسلسل سيباهي بدور كوركوت علي

### الأفلام
- فيلم لا يعقل
- فيلم الكتيبة 2017

## روابط خارجية
- كان يلدرم على موقع IMDb (الإنجليزية)
- كان يلدرم على موقع روتن توميتوز (الإنجليزية)
- كان يلدرم على موقع قاعدة بيانات الفيلم (الإنجليزية)